# Alue Bungkoh
Alue Bungkoh is een bestuurslaag in het regentschap Aceh Utara van de provincie Atjeh, Indonesië. Alue Bungkoh telt 643 inwoners (volkstelling 2010).